# گل‌شهر (شاهنامه)
گُل‌شَهر در شاهنامه زن پیران سپهدار توران است. مناقشه‌های بین افراسیاب و کیکاووس پایانی نداشت. هر دو در صدد غصب یا تصرّف اراضی یکدیگر بودند و در اثنای یکی از این منازعه‌ها سیاوش که پسر و سپهسالار کیکاووس بود، به توران پناهنده شد. سیاوش چون پا به مرز توران گذاشت مورد استقبال و احترام شایسته پیران وزیر افراسیاب قرار گرفت و پیران به شاهزادهٔ ایران گفت که زنی از توران اختیار کند و متعاقب آن پیشنهادهایی داد منجمله جریره دختر خویش را. چون رضایت ضمنی سیاوش را گرفت نزد همسرش گلشهر آمد:
| چو پیران ز پیش سیاوش برفت |  | به نزدیک گلشهر تازید تفت |

## جریره در شاهنامه
پیران خوشحال از اینکه سیاوش پادشاه آیندهٔ ایران و توران، داماد او خواهد شد به همسرش گلشهر گفت هر چه زودتر دخترش جریره را آماده عروسی با سیاوش کند که امروز روز شادیمان است چون نبیره کیقباد داماد ما خواهد بود. گلشهر دخترش با افسری از جنس دیبا مزین به دینار و درم گوهر همراه با عطر رنگ و بوی از هر نوع آراست و او را چون یک روز خرّم بهاری آماده وصلت با سیاوش نمود:
| چو پیران ز پیش سیاوش برفت |  | به نزدیک گلشهر تازید تفت |
| گفت کار جریره بساز        |  | به فرّ سیاووش خسرو به ناز |
| چگونه نباشیم امروز شاد    |  | که داماد باشد نبیره قباد |
| بیاورد گلشهر دخترش را     |  | نهاد از بر تارک افسرش را |